# Protipapež Klemen VIII.
Klemen VIII., rojen kot  Gil Sánchez Muñoz y Carbón protipapež katoliške Cerkve (avinjonska oziroma aragonska veja);  * 1369 Teruel (Aragonsko kraljestvo,  danes Španija); † 28. december 1446 (Aragonsko kraljestvo, danes Španija).

## Življenjepis
Klemen VIII. je bil protipapež avinjonske oziroma aragonske veje. Vladal je od 10. junija 1423 do 26. julija 1429. 

Rodil se je v Teruelu v Aragonskem kraljestvu 1369 kot Gil Sánchez Muñoz y Carbón. Oče je bil Pedro II. Sanchez Muñoz y Liñán, baron v Escrichu, mati pa Catalina Sanchez de Carbón – oba torej plemiškega rodu. 

Bil je prijatelj in svetovalec Pedra de Luna, ki je postal papež Benedikt XIII. avinjonske veje; postal je tudi član tamkajšnje kurije. 
Leta 1396 je odpotoval kot njegov odposlanec k valencijskemu nadškofu Jakobu Aragonskemu , oziroma k njegovemu nasledniku Hugo de Lupia y Bagésu, da bi pridobil špansko podporo za avinjonsko papeško vejo, kar se mu je tudi posrečilo. 

### Protipapež
Benedikt je na svoji smrtni postelji imenoval štiri kardinale; trije med njimi so 10. junija 1423 v Peñíscoli izvolili Egidija za papeža. Četrti, Jean Carrier – ki je bil v tem času odsoten –, je razglasil volitve za neveljavne in je naknadno izvolil svojega protipapeža, ki si je nadel ime Benedikt XIV.. Zato ga je protipapež Klemen VIII. izobčil. V tem primeru se jasno pokaže, da vztrajanje v protipapeški smeri vodi »ad absurdum« (do nesmisla). 
Usoda Klemena VIII. je povezana s prizadevanjem Alfonza V. , ki se je potegoval za neapeljsko krono ter je zato podpiral Klemena VIII. Njegova kraljica Marija Kastiljska in aragonski škofje so podprli Martina V.. Poleti 1423 je Alfonz prepričal Siensko republiko, da je priznala Klemena, kar je zagotovilo priznanje avinjonske papeške veje tudi v mestu Pavia, ki je spadalo k tej republiki; tam je rimski papež Martin V. sklical cerkveni  zbor. 

Ko je kralj Alfonz dosegel svoje politične namene, je poslal 1428 delegacijo pod vodstvom Alfonza Borgia, prihodnjega Kalista III., da bi prepričala Klemena, naj prizna rimskega papeža Martina. Klemen je razglasil svoj odstop 26. julija 1429. Zbral je svoje kardinale, naj izvolijo za papeža Oda Colonna, da bi s tem potrdili njegovo apostolsko nasledstvo, kar se je tudi zgodilo sredi avgusta. Klemen se je moral »in forma« podvreči spokorno Martinu V., ki mu je zajamčil škofijo na Mallorci. 

### Nadaljevanje razkola poBenediktovismrti
Papež Benedikt je nasprotoval odstavitvi Konstanškega koncila in se je zabarikadiral v trdnjavo Peñíscola blizu Valencije. Sam kralj Sigismund ga je v Perpignanu zaman skušal pregovoriti k odstopu. On je sebe smatral za edinega zakonitega papeža, ker ga je za kardinala imenoval Gregor XI. še pred začetkom razkola. Vsi drugi kardinali iz tega obdobja so že pomrli; imenovane med razkolom je imel vse skupaj za nezakonite. Odstopil ni niti tedaj, ko ga je 26. julija 1417 odstavil Konstanški koncil. 

Benedikt je razglašal, da je njegova utrdba kot »Noetova barka prave Cerkve«. Tam je tudi umrl pozabljen od sveta. 

Tik pred smrtjo je še imenoval štiri kardinale, ki naj bi volili njegovega naslednika in nadaljevali razkol in sicer so bili naslednji:
1. Jean Carrier, arhidiakon v Rodezu in kaplan grofa Jeana IV. d'Armagnac z naslovom S. Stefano a Monte Celio.
2. Julián Lobera y Valtierra, Aumônier; pisar apostolskih pisem ter apostolski administrator škofije Tarazona, škof škofije Ostia e Velletri.
3. Ximeno Dahe, avditor apostolske kurije z naslovom S. Lorenzo in Lucina.
4. Domingo de Bonnefoi, O.Carth - prior samostana Montealegre v Tiani pri Barceloni z naslovom S. Pietro in Vincoli.

Toda tudi med njimi je prišlo do razkola: trije so se zbrali na konklave 10. junija 1423 ter izvolili Gil Sánchez Muñoz-a, ki si je nadel ime Klemen VIII. (1423-1429). 
Četrti, Jean Carrier – arhidiakon Rodeza blizu Toulousa – pa je bil ravno tedaj kot Benediktov odposlanec na poti. Ko se je vrnil, je oporekal izvolitvi in sam izvolil Bernarda Garniera – zakristana v Rodezu –, ki si je privzel ime Benedikt XIV. (1424-1429) - in je tako postal protipapežev protipapež. Po njegovi smrti pa je postal novi naslednik protipapeža Benedikta XIII. sam Jean Carrier, - ki je volil samega sebe; enako z imenom Benedikt XIV., oziroma Benedikt XIV. (1430-1437). Z njegovo smrtjo pa je bil zahodni razkol dokončno presežen. 